# گلن‌برن (پنسیلوانیا)
گلن‌برن (به انگلیسی: Glenburn) یک منطقهٔ مسکونی در ایالات متحده آمریکا است که در پنسیلوانیا واقع شده‌است. گلن‌برن ۹۵۳ نفر جمعیت دارد.